# Estadio (Antigua Grecia)

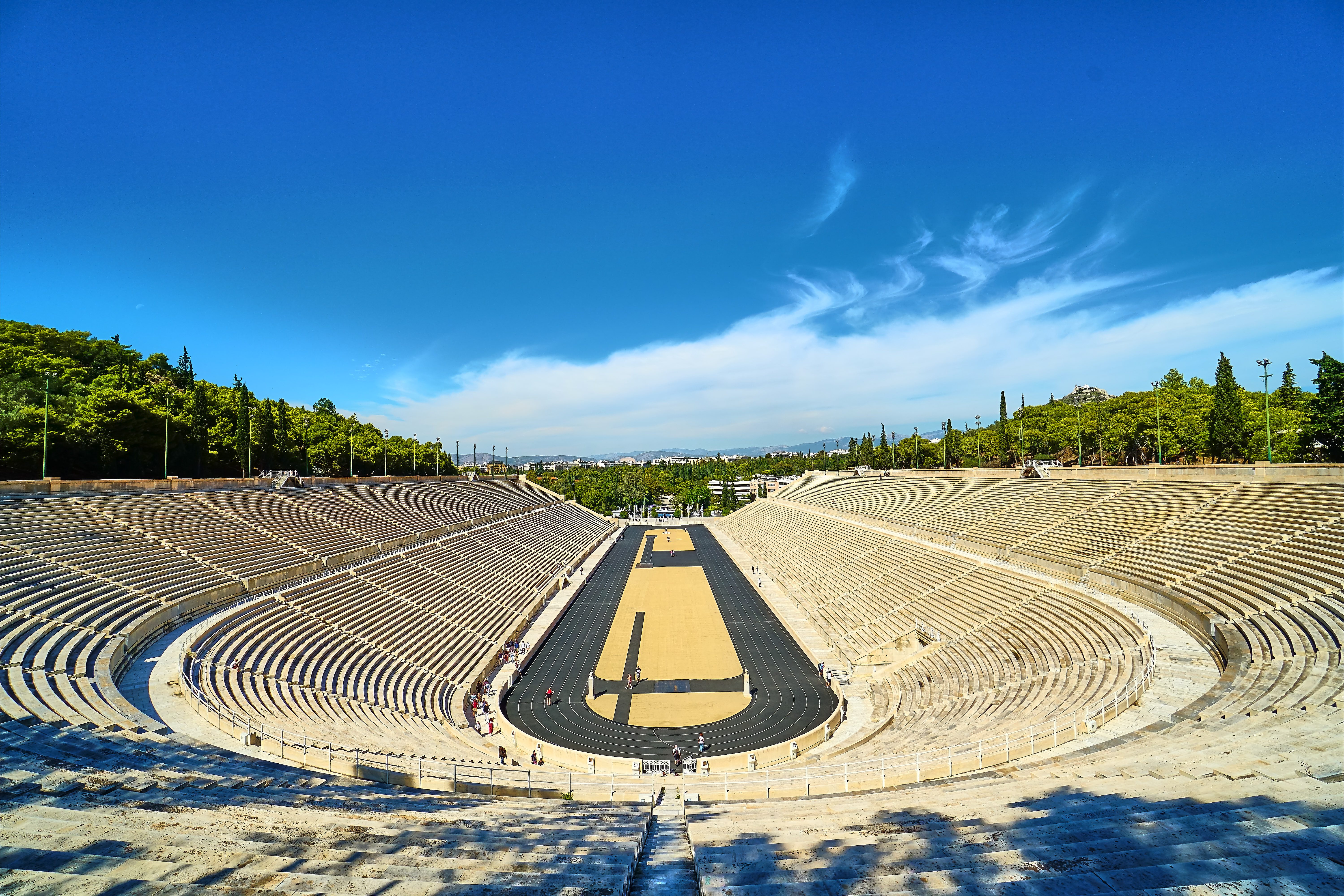
El reconstruido Estadio Panathinaikó de Atenas.

El Estadio (en griego antiguo: στάδιοδιον, en latín: stadium) fue un tipo de edificio desarrollado en la arquitectura de la Antigua Grecia, utilizado para correr y practicar otros deportes.
Los estadios griegos solían tener forma de herradura, es decir, estaban abiertos por un extremo. Los laterales largos, y a menudo el otro extremo, estaban flanqueados por gradas. El más famoso es el Estadio de Olimpia.

## Historia
Los estadios recibían su nombre de la medida del estadio, que equivalía a 600 pies griegos o unos 625 pies romanos, o 185 metros de media. Se utilizaba como unidad de medida para distancias y trayectos más largos.
Los Juegos Olímpicos en la Antigüedad, los primeros y durante los 13 primeros Juegos Olímpicos, los primeros de los llamados Juegos Panhelénicos, el único deporte era el estadio, una carrera de un solo estadio de longitud. La carrera de dos estadios era el diaulos, la de cuatro estadios el hippiko y la de 6, 7, 8, 12, 20 o 24 estadios el dólico. Las carreras se celebraban originalmente en campo abierto. Con el tiempo, estos campos evolucionaron hasta convertirse en estadios, como por ejemplo en Olimpia, el Estadio de Olimpia.
Más tarde se construyeron estadios no sólo en Olimpia, sino también en otras sedes de los Juegos Panhelénicos y en otros lugares del mundo griego. El tamaño de los estadios variaba, al igual que la duración de las carreras.
En la época romana, los estadios a veces estaban rodeados de gradas a su alrededor, evolucionando así hacia los estadios actuales. En la arquitectura romana, los estadios influyeron, por un lado, en los anfiteatros y, por otro, en el circos, así como en los hipódromos griegos.

## Arquitectura

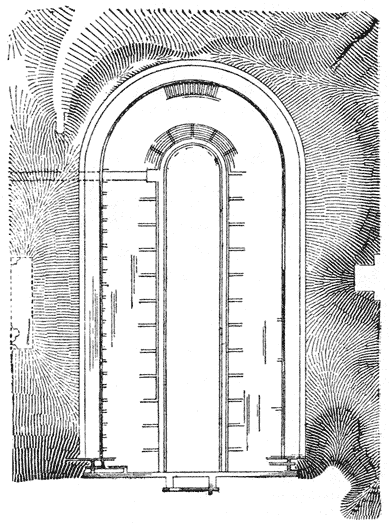
Plano del estadio panatenaico.

Los primeros estadios eran simples campos rectangulares con una pista de atletismo de la longitud de un estadio. La longitud total del campo era ligeramente mayor, ya que había espacio extra en cada extremo de la pista. Los estadios posteriores y sus pistas de atletismo solían tener forma de herradura, no ovalada como los estadios actuales.
Como el pie tenía diferentes longitudes en las distintas partes de Grecia, los estadios oscilaban entre los 177 metros del estadio de Delfos y los 192 metros del estadio de Olimpia. La pista era de tierra compactada, con una línea de salida en un extremo y una línea de meta en el otro. En el estadio olímpico, la línea de meta era de piedra, al menos en una etapa posterior. Con el tiempo, se desarrollaron diferentes tipos de equipos de transmisión. Un ejemplo muy conocido son los hyspleks del estadio de Nemea, que permitían al árbitro enviar a todos los corredores al mismo tiempo. Consistía en postes y una cuerda que separaba las pistas de carrera. Para los diaulos y otras carreras de varios estadios, la línea de salida podía tener puntos de giro (kamptēr). En los laterales de la pista podía haber señales que indicaban la distancia a recorrer. Por ejemplo, en el lateral del estadio de Nemea había señales cada 30 metros.
Había gradas en cada lado largo del estadio, construido originalmente sobre una pendiente natural. Más tarde se construyeron también terrazas artificiales. Originalmente, la gente se sentaba en bancos de tierra o de madera en las gradas. Más tarde se construyeron bancos de piedra. Por ejemplo, el Estadio Panathinaikó de la Atenas se construyó finalmente en mármol. Es posible que los árbitros, los sacerdotes y los dignatarios dispusieran de mejores asientos separados (proedría). La tribuna solía albergar a decenas de miles de espectadores, unos 30 000 en Nemea y unos 45 000 en Olimpia.
Es posible que en uno de los extremos del estadio hubiera un espacio que también pudiera utilizarse para otros deportes, como la lucha griega. Se construyeron fosos de piedra a lo largo de los bordes del estadio, entre el campo y la tribuna.